# Saphir (1928)
Saphir (Q145) – francuski podwodny stawiacz min z okresu międzywojennego i II wojny światowej, jedna z sześciu jednostek typu Saphir. Okręt został zwodowany 20 grudnia 1928 roku w stoczni Arsenal de Toulon w Tulonie, a w skład Marine nationale wszedł 30 września 1930 roku. Jednostka pełniła służbę na Morzu Śródziemnym, a od zawarcia zawieszenia broni między Francją a Niemcami znajdowała się pod kontrolą rządu Vichy. W grudniu 1942 roku okręt został przejęty przez Niemców w Bizercie i przekazany Włochom. W Regia Marina jednostka otrzymała oznaczenie FR 112, lecz do czynnej służby nie weszła. Po zawarciu przez Włochy zawieszenia broni z Aliantami okręt został  samozatopiony w Neapolu we wrześniu 1943 roku.

## Projekt i budowa
„Saphir” zamówiony został w ramach programu rozbudowy floty francuskiej z 1925 roku. Projekt otrzymał sygnaturę Q6 . Okręty otrzymały prosty i bezpieczny system przechowywania min, zwany Normand-Fenaux, w którym miny były przechowywane w szybach umieszczonych w zewnętrznych zbiornikach balastowych, z bezpośrednim mechanizmem zwalniającym. Powiększoną wersją okrętów typu Saphir były zbudowane na zamówienie Polski stawiacze min typu Wilk.
„Saphir” zbudowany został w Arsenale w Tulonie . Stępkę okrętu położono 25 maja 1926 roku , a zwodowany został 20 grudnia 1928 roku.

## Dane taktyczno–techniczne
„Saphir” był średniej wielkości podwodnym stawiaczem min o konstrukcji dwukadłubowej. Długość całkowita wynosiła 65,9 metra (64,9 metra między pionami), szerokość 7,2 metra i zanurzenie 4,3 metra. Wyporność normalna w położeniu nawodnym wynosiła 761 ton, a w zanurzeniu 925 ton. Okręt napędzany był na powierzchni przez dwa czterosuwowe silniki wysokoprężne Normand-Vickers o łącznej mocy 1300 KM. Napęd podwodny zapewniały dwa silniki elektryczne o łącznej mocy 1000 KM. Dwuśrubowy układ napędowy pozwalał osiągnąć prędkość 12 węzłów na powierzchni i 9 węzłów w zanurzeniu. Zasięg wynosił 7000 Mm przy prędkości 7,5 węzła w położeniu nawodnym (lub 4000 Mm przy prędkości 12 węzłów) oraz 80 Mm przy prędkości 4 węzłów w zanurzeniu. Zbiorniki paliwa mieściły 95 ton oleju napędowego. Dopuszczalna głębokość zanurzenia wynosiła 80 metrów .
Głównym uzbrojeniem okrętu były 32 miny kotwiczne Sautier-Harlé O-6 o masie 1090 kg każda (w tym 220 kg materiału wybuchowego), które były przechowywane w 16 pionowych szybach umieszczonych w zewnętrznych zbiornikach balastowych, po dwie w szybie (system Normand-Fenaux). Okręt wyposażony był też w pięć wyrzutni torped: dwie stałe kalibru 550 mm na dziobie i jeden potrójny zewnętrzny dwukalibrowy obracalny aparat torpedowy, mieszczący jedną torpedę kalibru 550 mm i dwie kalibru 400 mm, usytuowany na rufie . Łącznie okręt przenosił siedem torped, w tym pięć kalibru 550 mm i dwie kalibru 400 mm . Uzbrojenie artyleryjskie stanowiło umieszczone przed kioskiem działo pokładowe kalibru 75 mm M1928 L/35 oraz zdwojone stanowisko wielkokalibrowych karabinów maszynowych Hotchkiss kalibru 13,2 mm L/76 .
Załoga okrętu składała się z 3 oficerów oraz 39 podoficerów i marynarzy.

## Służba
„Saphir” wszedł do służby w Marine nationale 30 września 1930 roku . Jednostka otrzymała numer burtowy Q145 . W momencie wybuchu II wojny światowej okręt pełnił służbę na Morzu Śródziemnym, wchodząc w skład 20. dywizjonu 6. eskadry 4. Flotylli okrętów podwodnych w Bizercie (wraz z siostrzanymi okrętami „Nautilus”, „Rubis” i „Turquoise”) . Dowódcą okrętu był w tym okresie kpt. mar. R.A.M.R. Roumeas . 7 lutego 1940 roku „Saphir”, „Rubis” i „Nautilus” w eskorcie awiza „Commandant Rivière” wyszły z Oranu i po przebyciu Cieśniny Gibraltarskiej dołączyły do konwojów 9-R i 63-KS, docierając następnie do Brestu (okręty podwodne zostały skierowane na remont stoczniowy) . Po zakończonym remoncie „Saphir” i „Nautilus” w eskorcie awiza „Yser” wyruszyły z Brestu na Morze Śródziemne, docierając 28 kwietnia do Gibraltaru i 1 maja do Bizerty .
W czerwcu 1940 roku „Saphir” nadal wchodził w skład 20. dywizjonu okrętów podwodnych w Bizercie, a jego dowódcą był kpt. mar. R. Caminati . Po wypowiedzeniu wojny przez Włochy jednostka udała się pod włoskie wybrzeże w celu postawienia zagród minowych . W nocy z 12 na 13 czerwca „Saphir” postawił 32 miny pod Cagliari . 28 czerwca na jednej z nich zatonął włoski parowiec „Alicantino” o pojemności 1642 BRT  . Po zawarciu zawieszenia broni między Francją a Niemcami okręt znalazł się pod kontrolą rządu Vichy i został rozbrojony. Na przełomie 1941 i 1942 roku okręt został wycofany z czynnej służby.
Po lądowaniu aliantów w Afryce Północnej, 8 grudnia 1942 roku okręt został przejęty przez Niemców w Bizercie i przekazany Włochom . Jednostka została przeholowana do Neapolu, otrzymując w Regia Marina oznaczenie FR 112  . Okręt nie został wyremontowany i służył od kwietnia 1943 roku jako stacja ładowania akumulatorów dla okrętów podwodnych . Po zawarciu przez Włochy zawieszenia broni z Aliantami jednostka została 15 września 1943 roku samozatopiona, by uniknąć przejęcia przez Niemców.